# Goldstream Creek (Chatanika River)
Der Goldstream Creek ist ein rund 130 Kilometer langer linker Nebenfluss des Chatanika River in der Mitte des US-Bundesstaats Alaska.

## Verlauf
Der Goldstream Creek entsteht am Zusammenfluss von Pedro Creek und Gilmore Creek am östlichen Ortsrand von Fox im Yukon-Tanana-Hochland auf einer Höhe von etwa 275 m. Von dort fließt er 90 Kilometer in überwiegend westsüdwestlicher Richtung durch das Hügelland. Fairbanks liegt 10 Kilometer südlich des Flusslaufs. Der Goldstream Creek weist zahlreiche enge Flussschlingen auf. Nach etwa 90 Kilometern erreicht der Fluss das Tanana-Tiefland. Er wendet sich nach Norden, fließt durch das Seengebiet der Minto Lakes und mündet schließlich in den Chatanika River, 50 Kilometer oberhalb dessen Mündung in den Tolovana River. 

## Name
Der Fluss erhielt seinen Namen im Jahr 1903 von Thomas Golden Gerdine vom United States Geological Survey (USGS).

## Geologie
Das Flusstal des Goldstream Creek war eines der ersten Goldgräbergebiete in der Fairbanks-Region. Das Gold wurde aus den Flusssedimenten gewonnen. Es existieren heute noch zahlreiche Gruben und Baggerseen am Flusslauf unterhalb von Fox.